# Doniecki Park Kowalstwa Artystycznego
Doniecki Park Kowalstwa Artystycznego – unikatowe w Europie muzeum mistrzostwa kowalskiego pod odkrytym niebem, założone w Doniecku w 2001 roku na ulicy Artema 98. Muzeum kontynuuje tradycje artystycznego kowalstwa regionu donieckiego, którego najbardziej znanym dziełem sztuki jest wykonana z jednej szyny Palma Mercałowa (1895), znajdująca się w herbie obwodu donieckiego.
Od 2005 roku w trzecią niedzielę września w parku odbywa się międzynarodowy festiwal mistrzostwa kowalskiego „Park Kowalstwa Artystycznego”. Najlepsze prace zostają w parku jako podarunek dla miasta. W parku znajdują się aleje tematyczne, jak aleja znaków zodiaku czy aleja figur bajkowych. W 2012 roku liczba figur wynosiła 162.